# Beverly Johnson (Schauspielerin)

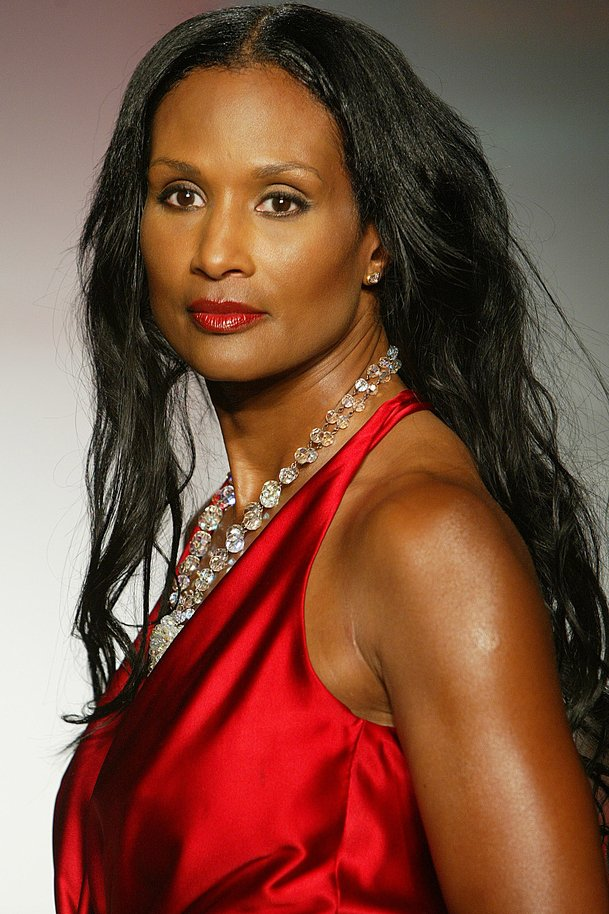
Beverly Johnson in „The Heart Truth’s Red Dress Collections“ auf der New York’s Fashion Week, 2004

Beverly Ann Johnson (* 13. Oktober 1952 in Buffalo, New York) ist ein US-amerikanisches Model, Schauspielerin, Sängerin und Unternehmerin.

## Leben und Karriere
Beverly Johnson wuchs als eines von zwei Kindern in einer Mittelklasse-Familie in Buffalo im US-Bundesstaat New York auf. Ihre Mutter war Chirurgisch-Technische Assistentin und ihr Vater Maschinenführer. In ihrer Jugend war sie eine gute Schwimmerin und hatte den Berufswunsch Rechtsanwältin. Zunächst besuchte sie die Bennett High School in Buffalo, an welcher sie 1969 graduierte. Sie studierte danach Kriminalistik an der Northeastern University. Schon während ihres Studiums begann sie Fotos von sich zu veröffentlichen. Zunächst erschienen die Fotos in der Glamour. 1974 war sie dann die erste Afroamerikanerin, die auf der Titelseite der Vogue erschien. Ihr Erscheinen auf der Vogue war der Startschuss, dass es sich in der Modebranche und in Zeitschriften einbürgerte, auch Fotos von farbigen Models zu publizieren.
Anfang der 1980er-Jahre startete Johnson eine Filmkarriere mit Rollen in so bekannten Filmen wie Ashanti (1979), Meteor Man (1993), Loaded Weapon 1 (1997) und Not a Girl (2002). Parallel dazu war sie auch in verschiedenen Fernsehserien zu sehen und veröffentlichte ein Musikalbum. In Michael Jacksons Musikvideo zu seiner Single Liberian Girl (1989) spielt sie den weiblichen Hauptpart und wird neben vielen bekannten Filmstars im Abspann genannt.
2014 bezichtigte Johnson Bill Cosby der sexuellen Belästigung bei einem Besuch in seiner Wohnung 1980.
Johnson war von 1971 bis 1974 mit Billy Porter und danach von 1978 bis 1979 mit Danny Sims verheiratet, mit dem sie auch eine gemeinsame Tochter hat.